# Gmina Lipsk
Die Gmina Lipsk ist eine Stadt-und-Land-Gemeinde im Powiat Augustowski der Woiwodschaft Podlachien in Polen. Sie hat mehr als 5300 Einwohner, ihr Sitz ist die gleichnamige Stadt, in der etwa 2400 Menschen leben.

## Geografische Lage
Die Gemeinde liegt an der Staatsgrenze zu Belarus im Osten Polens. Suwałki liegt etwa 50 Kilometer nördlich, Białystok 70 Kilometer südlich. Zu den Wasserläufen gehören der Fluss Biebrza und die Sidra.

## Geschichte
Von 1975 bis 1998 gehörte die Gemeinde zur Woiwodschaft Suwałki. Von 1870 bis 1921 war ihr Name Gmina Petropawłowsk.

## Gliederung
Die Stadt-und-Land-Gemeinde besteht aus der Stadt Lipsk und 31 Ortschaften mit 30 Schulzenämtern:
Bartniki, Dolinczany, Dulkowszczyzna, Jaczniki, Jałowo, Jasionowo, Kolonie Lipsk, Kopczany, Krasne, Kurianka, Lichosielce, Lipsk Murowany, Lubinowo, Lipszczany, Nowe Leśne Bohatery, Nowy Lipsk, Nowy Rogożyn, Podwołkuszne, Rakowicze, Rogożynek, Rygałówka, Siółko, Skieblewo, Sołojewszczyzna, Stare Leśne Bohatery, Starożyńce, Stary Rogożyn, Wołkusz, Wyżarne, Żabickie.